# Jas, Loire
Jas là một xã trong tỉnh Loire miền trung nước Pháp.